# Josip Šilović
Josip Šilović (Praputnjak kraj Bakra, 8. rujna 1858. - Zagreb, 9. svibnja 1939.), hrvatski pedagog, sveučililišni profesor, rektor Sveučilišta u Zagrebu, saborski zastupnik, ban Savske banovine i senator.

## Život i karijera
Šilović je imao teško djetinjstvo. Bio je dijete iseljenika koji je stradao kao šumski radnik ostavivši za sobom udovicu s četvero djece. Njegovo siromašno djetinjstvo dovedeno je u vezu s njegovim izuzetnim humanitarnim radom kasnije. Pohađao je Klasičnu gimnaziju u Zagrebu te ju je završio 1879. godine.  Nakon završenog studija prava i habilitacije, stječe naslov doktora prava 1884. na Pravoslovnom i državoslovnom fakultetu u Zagrebu. Nakon rada u sudstvu i upravi, od 1894. redoviti je profesor kaznenog prava, kaznenog postupka i filozofije prava na Pravnom fakultetu u Zagrebu. Godine 1898./1899. obnaša dužnost rektora Sveučilišta u Zagrebu. Osnivač je hrvatske moderne nastave kaznenog prava. Vladao je s pet jezika i stenografijom. Bio je zastupnik Hrvatsko-srpske koalicije u Hrvatskom saboru. Kasnije je bio ban Savske banovine (od 1929.) i senator.

## Dobrotvorni rad
Uz svoj rad na Sveučilištu intenzivno se bavio karitativnom djelatnošću. Bio je dugogodišnji predsjednik Narodne zaštite - Saveza dobrotvornih društava te jedan od urednika publikacije Narodna zaštita. Nazivali su ga "ocem naše socijalne politike, a naročito naše zaštite djece" te promicateljem brojnih dobročinstava i humanih akcija: 
 Tijekom Prvoga svjetskog rata na dužnosti je ravnatelja Ureda za pomoć postradalima u ratu. Već mu suvremenici u zasluge ubrajaju spašavanje velikog broja izgladnjele djece i mladeži iz Istre, Bosne te južnih dijelova Hrvatske.

## Djela
Bio je jedan od najplodnijih pravnih pisaca.
- Nužna obrana (1890.)
- Kazneno pravo (1893.)
- Slobodna volja i kazneno pravo (1899.)
- Uvjetna osuda (1912.)
- Uzroci zločina (1913.)
- Kazneno pravo: Opći dio (1929.)